# 華菱星馬汽車
漢馬科技（かんばかぎ、簡体字: 汉马科技集团股份有限公司; 繁体字: 漢馬科技集團股份有限公司、略称: 中: 漢馬科技、英語: Hanma Technology Group Co.,Ltd.、略称: 英: CAMC）は、中国、馬鞍山市雨山区に本拠を置く貨物自動車メーカー。旧称華菱星馬汽車。1999年に創立し上海証券取引所に上場しており、同社の起源は1970年に設立された馬鞍山市建材機械工場にまでさかのぼる。国際市場ではCAMCブランドとして知られる。

## 歴史

### 初期と拡張
華菱星馬汽車は建材機械製造業である「馬鞍山市建材機械工」を前身としており、1970年に工場の建設を行い、1980年代以降、主にミキサー車の製造を行っている。1999年に「安徽星馬汽車」として正式に設立され、2003年4月に上海証券取引所に上場を行っている。この年に三菱ふそうとの長期的な技術協力に関して署名したことで三菱の技術を用いた大型トラックの製造を開始。2004年に製造ラインから車両の初出荷が行われており、2005年には海外市場への進出を果たしている。2008年には第2世代となる大型トラックの販売を開始。2011年3月、安徽星馬汽車は資産再編により子会社となっている。再編後の2012年に現在の「華菱星馬汽車」へ名称の変更を行っており、同年ディーゼルエンジンの製造と販売を開始している。

### 財政危機とCHTCによる買収の失敗
2008年、製品の需要が低かったこともあり2007年の世界金融危機の影響を受けたことで2014年と2015年に営業損失を計上しており、2016年は株主からの投資により損失を回避し、3年連続の損失計上による上場廃止の危機を回避している。また、この損失の一部は2015年後半に行われた子会社である建設部門の事業再編計画の失敗によるものであった。2017年6月、中国の国営コングロマリットである「CHTC」が華菱星馬汽車から建設部門子会社の株式15.24％を購入し、筆頭株主になることが発表されており、地方企業である馬鞍山市から中央企業である国務院国有資産監督管理委員会（SASAC）に変更が行われる予定であった。なお、取引の一環として、建設部門の株式と引き換えにCHTCが保有していたバス製造部門の買収も行う予定であった。2017年8月、華菱星馬汽車はバス部門買収に関する手続きの煩雑さから買収の中止を発表しており、最終的にCHTC側も2017年10月に出資に対する十分な補償が得られないとしてこの買収提案の中止を発表している。

### 吉利による買収
2020年7月下旬、浙江吉利控股集団の商用車部門の子会社である「Geely Commercial Vehicles Group (GCV) 」に対し、華菱星馬汽車の株式15.24%を譲渡することで合意したことが発表された。これにより浙江吉利控股集団は華菱星馬汽車の筆頭株主となり傘下企業入りとなる。

## 組織
華菱星馬汽車は主に車両製造を行う安徽華菱汽車有限公司と安徽星馬汽車股彬有限公司、ディーゼルエンジン製造を行う安徽康明斯（カミンズ）動力有限公司、車軸製造を行う安徽華菱車橋有限公司、部品製造を行う安徽盛洲汽车部件有限公司の5社によって構成される。同社の主要工場は40万m²で、年間10万台の大型トラック、5万台の大型特殊車両、5万基のエンジン組み立てを行う能力を有し、研究開発事業も行っている。CAMCブランドの車両は、東ヨーロッパ、北アフリカ、東南アジア、南アメリカ市場などに対し輸出が行われている。
華菱星馬汽車は三菱ふそうトラック・バスやいすゞ自動車との技術パートナーシップを締結している。

## 製品

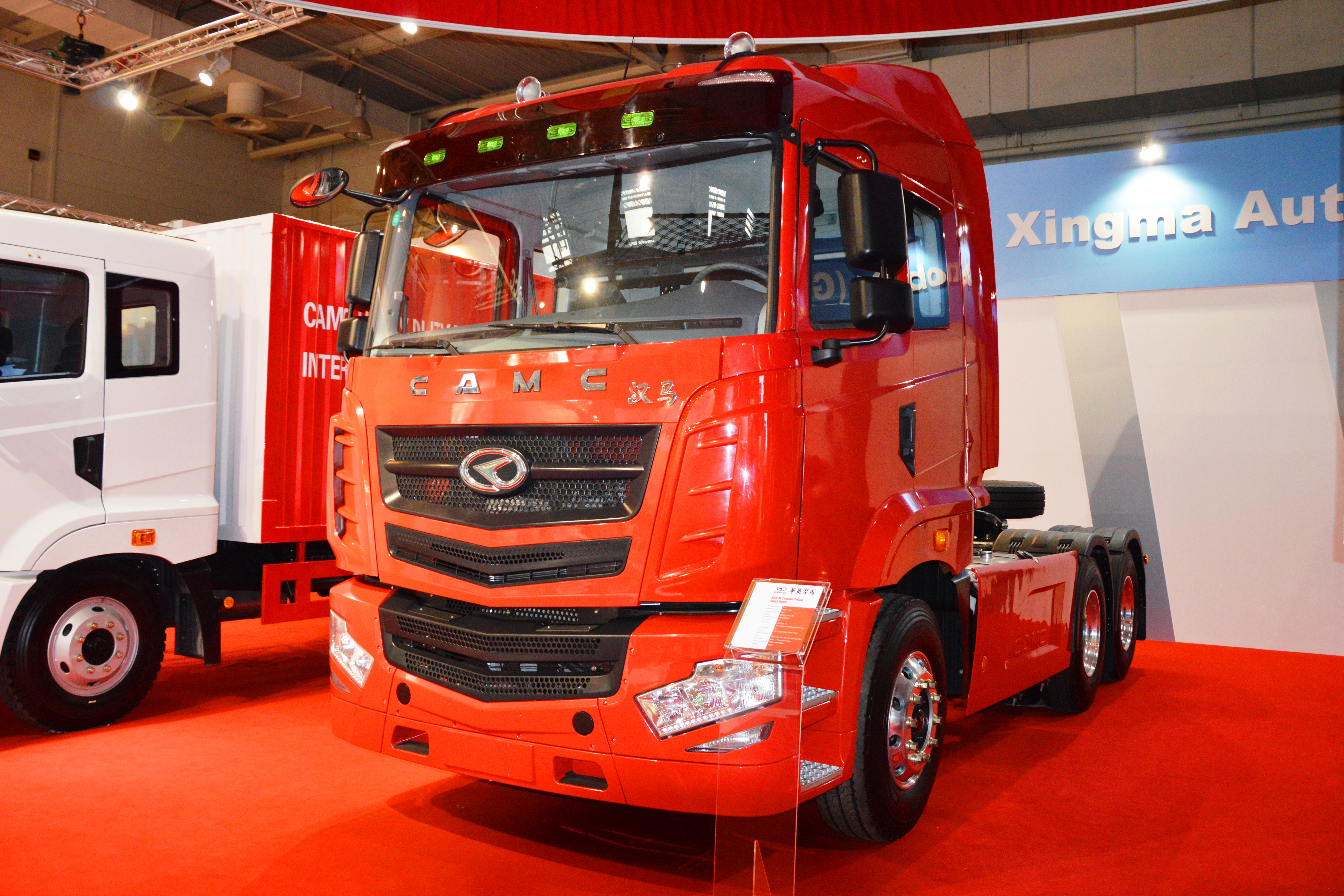
IAA2014で展示されたCAMC H-08トラクター

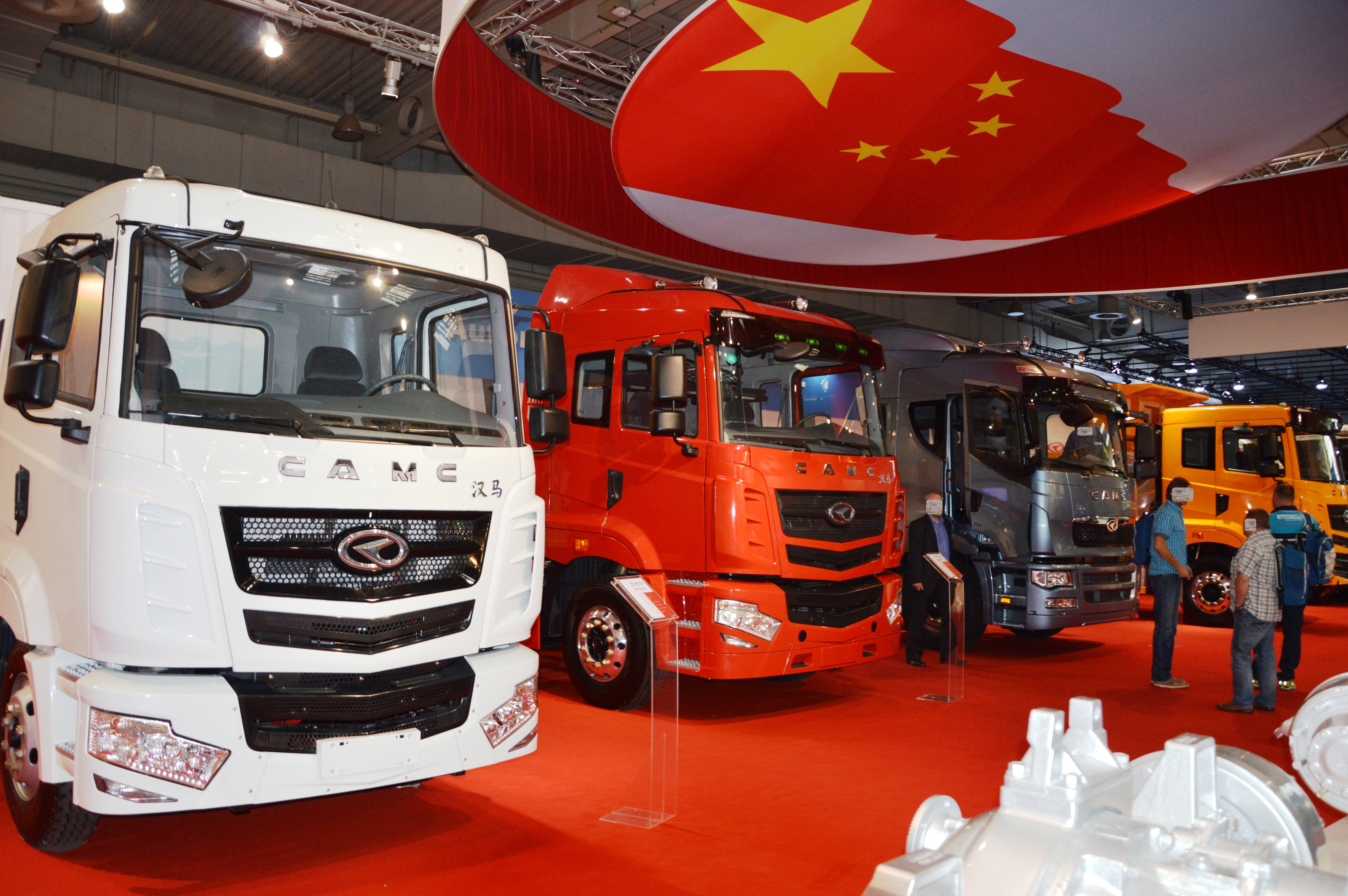
IAA2014で展示された各種CAMC車両

車両
- 漢馬H7[10]（国内向け大型車両）
- 漢馬H9[11]（海外市場向け大型車両）
- 華菱重卡[12]（三菱ふそうベース車両）

その他
- ディーゼルエンジン
- トランスミッション
- 車軸
- 特殊車両
- 新エネルギー車両（いすゞベース車両）
- ホウルトラック